# Śmigielska Kolej Dojazdowa

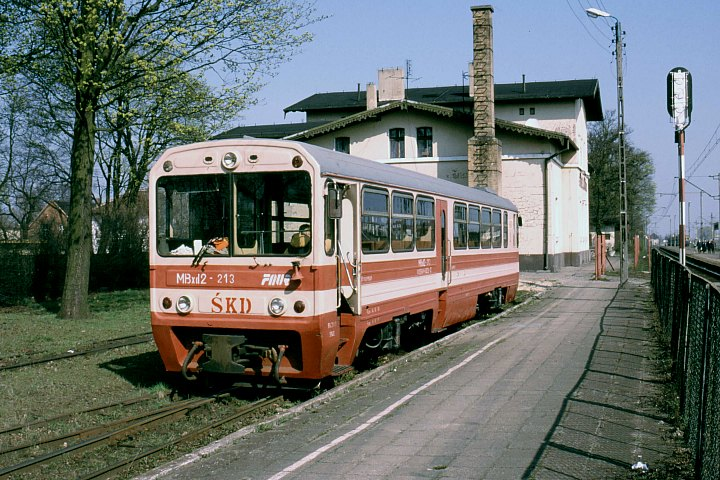
Wagon spalinowy MBxd2 213 w Starym Bojanowie Wąsk.

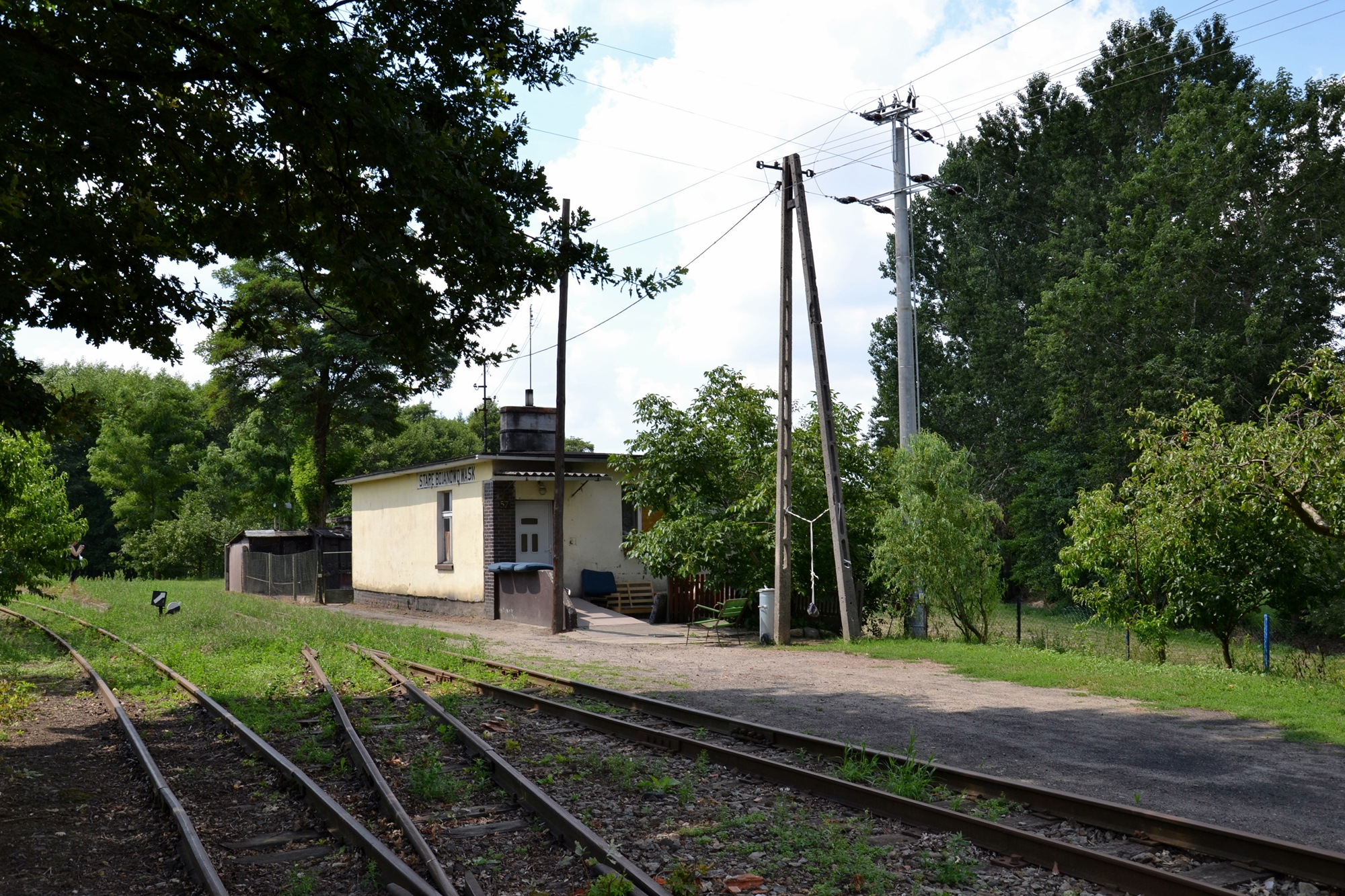
Stacja Stare Bojanowo Wąsk.

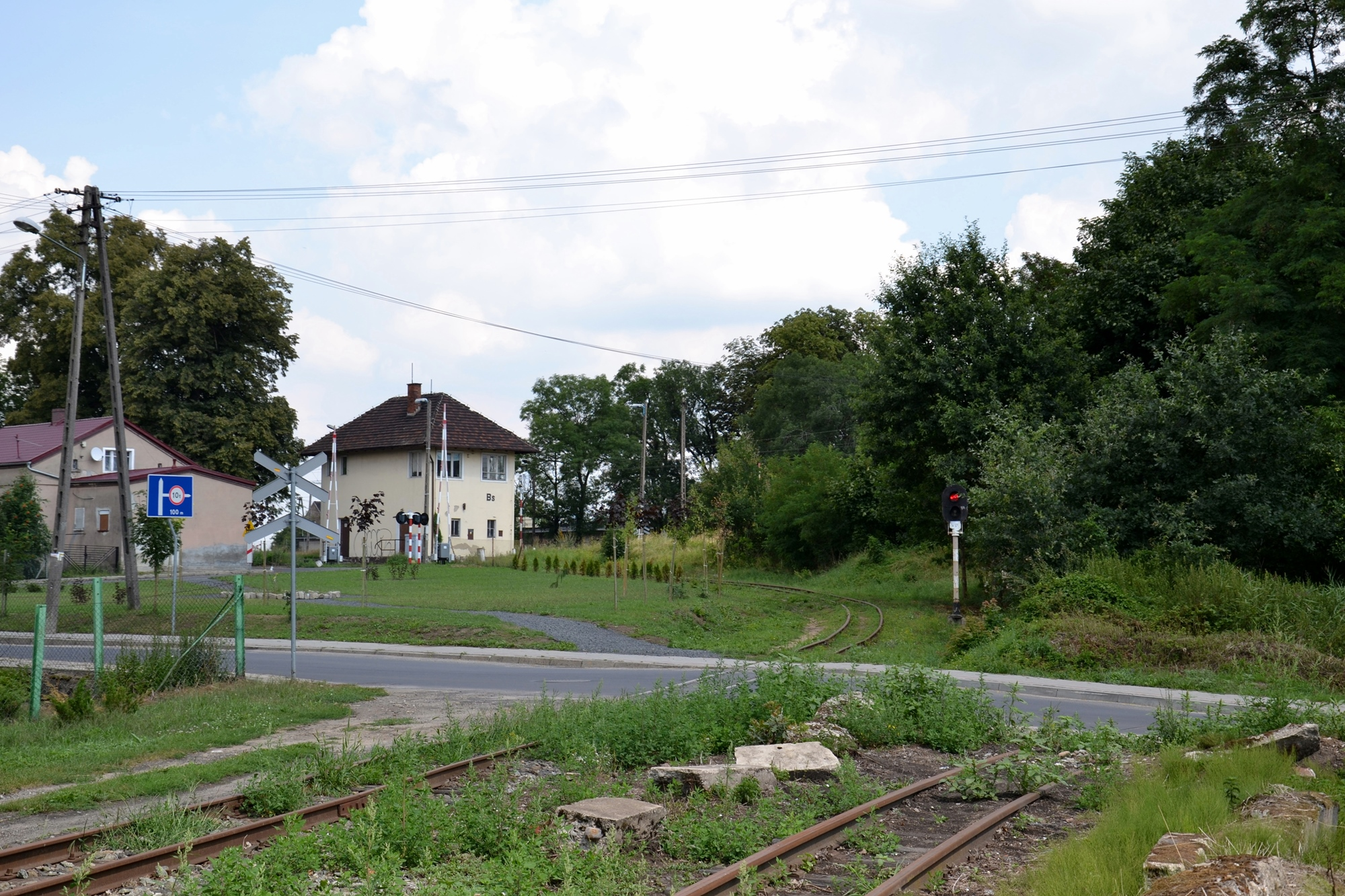
Tory w stronę stacji Stare Bojanowo

Śmigielska Kolej Dojazdowa (niem. Schmiegeler Kreisbahn) – kolej wąskotorowa w województwie wielkopolskim, obecnie łącząca miejscowości: Stare Bojanowo (stacja Stare Bojanowo Wąskotorowe) ze Śmiglem (stacja Śmigiel) i Wielichowem (stacja Wielichowo), wcześniej ponadgminna linia, w okresie swojej świetności łącząca kilka ośrodków miejskich. Powstała na mocy uchwały parlamentu niemieckiego z 28 lipca 1892 roku. Uchwała zakładała możliwość budowy i eksploatacji kolei lokalnych przez władze regionu. Pierwsze plany linii łączącej Śmigiel ze Starym Bojanowem lub z Jezierzycami powstały już w 1895 roku. 10 marca 1897 Sejmik powiatu śmigielskiego podjął uchwałę zakładającą budowę kolei powiatowej o prześwicie toru wynoszącym 1000 mm. W początkowej fazie projektów linia miała przebiegać na trasie: Krzywiń – Stare Bojanowo Wąskotorowe – Śmigiel – Wielichowo – Ujazd. Stacja kolejowa Stare Bojanowo Wąskotorowe miała być położona przy stacji na linii kolei normalnotorowej Wrocław – Leszno – Poznań (uruchomionej 29 października 1856) jako stacja styczna do stacji Stare Bojanowo.

## Lata 1900–1918
Pierwsze prace związane z budową linii rozpoczęto w 1898 roku. Rok później, Śmigielska Kolej Powiatowa (taką nazwę otrzymała) zakupiła pierwsze cztery parowozy; w 1900 roku wagony osobowe oraz towarowe, a także piąty parowóz. W tym czasie gotowa już była większość budynków budowanej linii kolejowej. 4 sierpnia 1900 Prezes Rejencji Poznańskiej wydał 50-letnią koncesję dla Śmigielskich Kolei Powiatowych.
17 września 1900 tylko dla pociągów obsługujących przewozy towarowe udostępniony został 18-kilometrowy odcinek torów łączący Krzywiń ze Starym Bojanowem. Ruch pasażerski na blisko 42-kilometrowej trasie między Wielichowem a Krzywiniem rozpoczął się 30 października 1900. Do miejscowości Ujazd pierwsze składy ruszyły dopiero 1 września 1901. Linia Ujazd – Wielichowo liczyła 13 km długości, jednak z powodu niskiego zainteresowania podróżnych już 1 maja 1903 roku zawieszono ruch pociągów, a wkrótce potem wystąpiono o zgodę na rozbiórkę torów i infrastruktury na odcinku Ujazd – Łubnica. 14 sierpnia 1905 roku zgodę otrzymano. Ruch prowadzono tylko do końca listopada.
Z chwilą uruchomienia w lipcu 1905 roku normalnotorowej linii Wolsztyn – Rakoniewice – Grodzisk Wielkopolski władze Śmigielskiej Kolei Powiatowej wystąpiły o koncesję na budowę nowej linii i jej eksploatację na trasie Wielichowo – Rakoniewice ze stacją styczną kolei normalnotorowej – Rakoniewice Wąsk. 1 sierpnia 1910 uruchomiono połączenie, a linia zbudowana została przede wszystkim z wykorzystaniem materiału torowego pochodzącego z rozbieranego w latach 1908–1909 odcinka Ujazd – Łubnica. Niestety, nowa stacja styczna nie wpłynęła znacząco na wzrost rentowności całej kolei. Nadal większość towarów przeładowywano w Starym Bojanowie. Wpłynęło też na to zakup trzech par tzw. rolboków (wózków przeznaczonych do przewożenia wagonów normalnotorowych po torach wąskich).
5 stycznia 1919 po zdobyciu Wolsztyna przez powstańców wielkopolskich kolejka śmigielska przewiozła połowę Kompanii Krzywińskiej spod Rakoniewic i Wielichowa przez Śmigiel i Stare Bojanowo do Krzywinia. W czasie powstania kolejka była dla powstańców znakomitym środkiem szybkiego przerzutu oddziałów i zaopatrzenia.

## Okres międzywojenny
Intensywna eksploatacja nawierzchni torowej w okresie I wojny światowej oraz zaniechanie przez Niemców remontów doprowadziły do znacznego zużycia. Częste wykolejenia i naprawy drastycznie podniosły koszty eksploatacji. 7 czerwca 1923  powołana komisja stwierdziła, że stan torowiska nie pozwala na dalsze prowadzenie ruchu i 21 czerwca tegoż roku wojewoda poznański zarządził zawieszenie ruchu pociągów z dniem 7 lipca 1923.
Ponowne uruchomienie kursowania składów na trasie Śmigiel – Stare Bojanowo Wąskotorowe nastąpiło we wrześniu 1923 roku, a do Krzywinia i Wielichowa w październiku. Było to możliwe dzięki przeprowadzonemu remontowi torowiska, na który pieniądze w kwocie 98 milionów marek polskich pozyskano zaciągając dług wśród obywateli powiatu.
Pogłębiający się kryzys w okresie międzywojennym oraz spadek przewozów zarówno pasażerskich, jak i towarowych zadecydował o zawieszeniu z dniem 20 sierpnia 1931 kursowania pociągów pasażerskich między Starym Bojanowem a Krzywiniem.
W związku ze zmianami administracyjnymi przeprowadzonymi w okresie międzywojennym, tzn. likwidacją powiatu śmigielskiego i włączeniem jego obszaru do powiatu kościańskiego w 1932 roku Śmigielska Kolej Dojazdowa zmieniła nazwę na Kościańska Wąskotorowa Kolej Powiatowa w Śmiglu.

## II wojna światowa
Wybuch II wojny światowej przyniósł zmiany. Kolejka przeszła pod zarząd niemiecki. Zmieniono też oficjalną nazwę na Kreisbahn Schmiegel. Zarząd niemiecki dbał o kolejkę. W tym czasie zamówione zostały dwa nowe parowozy, przeprowadzono gruntowny remont wszystkich pozostałych oraz nawierzchni torowej i całej infrastruktury. W planach była nawet rozbudowa linii o 5 km odcinek łączący Krzywiń z Jerką i wybudowanie tam stacji Jerka Wąsk. będącej stacją styczną dla kolei normalnotorowej relacji Kościan – Gostyń, jednak plany te nigdy nie zostały zrealizowane. W październiku 1943 r. nazwa kolei uległa ponownej zmianie. Schmiegeler Eisenbahn była od tej pory podporządkowana Zjednoczeniu Kolei Kraju Warty. W 1944 roku niemiecki zarząd postanowił wznowić ruch na linii do Krzywinia, co związane było m.in. z dostarczeniem dwóch nowych parowozów.

## Lata powojenne
Walki toczące się w styczniu i lutym 1945 roku spowodowały poważne straty materialne. Polscy kolejarze udaremnili jednak wysadzenie przez Niemców dwóch nowych parowozów. Prace konieczne do ponownego uruchomienia przewozów podjęte zostały natychmiast po oswobodzeniu spod okupacji niemieckiej. W latach 1945–1947 kolejka funkcjonowała znów jako Śmigielska Kolej Dojazdowa i stanowiła własność Powiatowego Związku Samorządowego w Kościanie. W 1948 roku w Śmiglu zbudowano nowy magazyn i wyremontowano parowozownię. Zamówiono także dwa nowe kotły do parowozów. Od 1 lipca 1949 właścicielem kolejki zostało PKP, a od 1 stycznia 1950 przeszła pod Wydział Kolei Wąskotorowych. Powołany został też terenowy Zarząd Śmigielskiej Kolei Dojazdowej, na czele którego stał naczelnik zarządu. W 1956 roku terenowe zarządy zlikwidowano, a w ich miejsce powołano jeden zarząd – Zarząd Kolei Dojazdowych w Poznaniu, pod którego władanie przeszła ŚKD. W tym okresie gwałtownie wzrastała ilość przewożonej masy towarowej.
W 1952 roku rozpoczęto zmianę prześwitu toru z 1000 na 750 mm. celem ujednolicenia taboru. Przebudowę prowadzono od Rakoniewic w kierunku Śmigla i dalej do Krzywinia. Prace zakończone zostały dopiero w 1953 roku. Kolejny, gruntowny remont nawierzchni na całej kolei przeprowadzono w 1956 roku. Wprowadzono też wagony spalinowe dla przewozów pasażerskich w miejsce wysłużonych parowozów. Część zbudowana w ZNTK w Opolu, część w warsztatach w Pleszewie. W tym okresie w Krzywiniu, Rakoniewicach i Starym Bojanowie zbudowano obrotnice. W połowie lat 60. zakupiono i wprowadzono do eksploatacji wagony transportery w celu umożliwienia załadunku wagonów normalnotorowych w Starym Bojanowie, zbudowano też odpowiednią rampę czołową.
W roku 1973 nastąpił definitywny koniec epoki parowozów, które zostały przekazane do Krośniewic. Uruchomiono trakcję spalinową. 1 czerwca 1973 zamknięto linię (i wkrótce rozebrano) Wielichowo – Rakoniewice z powodu małego zainteresowania zarówno przewozami pasażerskimi, jak i towarowymi. Kolejny odcinek Zgliniec – Krzywiń został wyłączony z ruchu 1 lipca 1979 roku, co umożliwiono w ten sposób budowę zbiornika wodnego. W 1987 roku do Śmigla przysłano pierwsze wagony motorowe produkcji rumuńskiej. 27 maja 1990, wraz z wprowadzeniem nowego rozkładu jazdy PKP zamknęły 12. km odcinek Stare Bojanowo – Zgliniec. Jako ostatni, trasę tę 9 czerwca 1990 przejechał pociąg specjalny z cyklu Nostalgia za parą, zorganizowany przez Poznański Klub Modelarzy Kolejowych. Fizyczna likwidacja odcinka nastąpiła w pierwszej połowie 1994 roku.
W 1998 roku kolej przewiozła 74 643 osoby i aż 51 284 t towarów, co praktycznie wyczerpywało jej możliwości przewozowe. W 1999 roku kolej posiadała dwie sprawne lokomotywy spalinowe Lxd2, ponadto wagony motorowe MBxd2 (dwa sprawne). W tym roku kolej przewiozła 72 024 osoby i 41 484 t towarów.

## Czasy współczesne
W takim kształcie ŚKD dotrwała do 23 czerwca 2001. Tego dnia zawieszono kursowanie pociągów pasażerskich w związku z restrukturyzacją przedsiębiorstwa PKP. Dzięki zaangażowaniu władz lokalnych, mieszkańców oraz entuzjastów 24 stycznia 2002 ponownie uruchomiono regularne kursy. Kolejka kursowała na 23-kilometrowym odcinku Stare Bojanowo Wąskotorowe – Śmigiel – Wielichowo i funkcjonowała pod zarządem Stowarzyszenia Kolejowych Przewozów Lokalnych pod nazwą Śmigielska Kolej Dojazdowa jako pierwsza samorządowa kolej w Polsce. Początkowo uruchomiono aż 9 par pociągów rozkładowych między Starym Bojanowem a Śmiglem i 3 pary między Śmiglem a Śniatami.
W skład taboru wchodziły: 4 lokomotywy spalinowej typu Lxd2, 4 wagony silnikowe typu MBxd2, 2 wagony osobowe, 2 wagony turystyczne, 2 brankardy służbowe, 43 wagony transportowe, kilka węglarek oraz wagonów krytych. Kolejkę obsługiwało 10 osób, w tym jedna zatrudniona na pół etatu. Z przejazdów tego środka transportu korzystali szczególnie uczniowie dojeżdżający do szkół. W swojej ofercie Śmigielska Kolej Dojazdowa miała przejazdy indywidualne i grupowe oraz przejazdy specjalne, firmowe z urozmaiconym składem (również towarowym) i programem towarzyszącym – rajdy oraz przejażdżki bryczką. M.in. w ciągu trzech kwartałów 2009 roku przewieziono także ponad 16,6 tysiąca ton towarów, głównie węgla.
5 lipca 2009 uruchomiono pociąg Śmigielanin relacji Stare Bojanowo – Wielichowo – Stare Bojanowo, który kursował rozkładowo w niedziele lipca i sierpnia. 31 sierpnia 2009 nastąpiło zawieszenie ruchu pasażerskiego i całkowita likwidacja tego pociągu. Jednocześnie postępowała dalsza degradacja torowiska. W 2010 zamknięto odcinek Wielichowo – Śniaty i tym samym linia na wspomnianym odcinku stała się nieprzejezdna.
W 2009 roku w związku z przejęciem przez samorząd terenów kolejowych, miasto Śmigiel zaczęło domagać się podatków od nieruchomości, co pogorszyło sytuację finansową kolei. 1 stycznia 2010 Stowarzyszenie Kolejowych Przewozów Lokalnych wycofało się z prowadzenia Śmigielskiej Kolei Dojazdowej, a infrastruktura została przejęta przez Zarząd Gospodarki Komunalnej i Mieszkaniowej w Śmiglu. Część taboru została w kolejnych dwóch latach sprzedana, w tym dwie lokomotywy Lxd2 (326 i 338). Zarządca dysponuje taborem w postaci m.in. wagonów motorowych MBxd2-222 i MBxd2-226 oraz lokomotywy Lxd2-241. 11 listopada 2012 uruchomiono pociągi okolicznościowe na przejezdnym odcinku, między Śmiglem a Starym Bojanowem, oraz poza Nową Wieś Kościańską w kierunku zachodnim. Obecnie pociągi uruchamiane są okazjonalnie kilka razy w roku, przede wszystkim na zamówienie, a trasa jest następująca:
| Km | Stacje i przystanki ŚKD    |
| -- | -------------------------- |
| 0  | Stare Bojanowo Wąskotorowe |
| 1  | Robaczyn                   |
| 3  | Nietążkowo                 |
| 5  | Śmigiel                    |
| 7  | Śmigiel Zachód             |
| 8  | Nowa Wieś Kościańska       |
| 9  | Żegrowo                    |
| 11 | Żegrówko                   |
| 12 | Bielawy Śmigielskie        |
| 14 | Wilkowo Polskie            |
| 17 | Śniaty                     |

W 2016 roku kolej przewiozła 10.562 osoby na 278 pociągów. W 2018 zburzono wiadukt pod linią normalnotorową Wrocław - Poznań, pod którym kursowały dawniej pociągi w kierunku Krzywinia; został on zastąpiony nasypem.

## Galeria

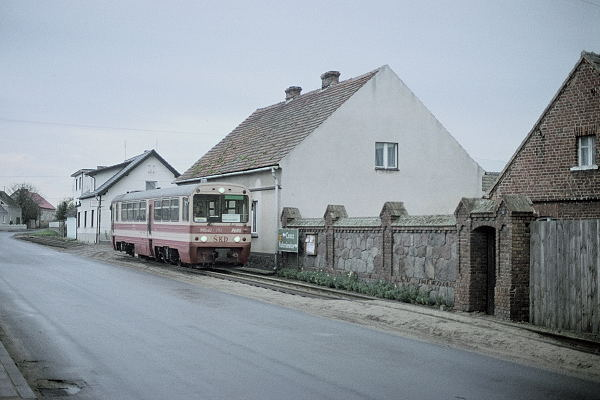
Wagon spalinowy MBxd2 213 w Zieminie
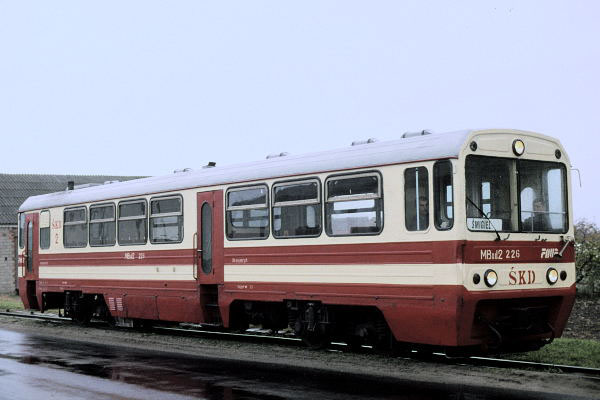
Wagon spalinowy MBxd2 226 w Zieminie
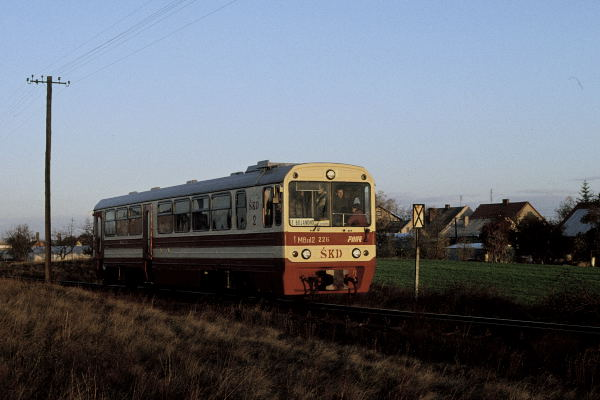
Wagon spalinowy MBxd2 226 w Nietążkowie
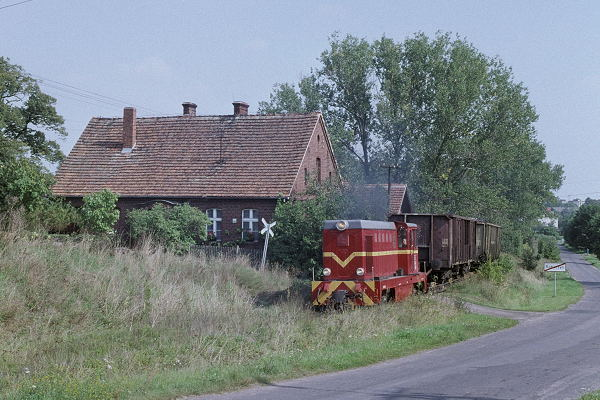
Lxd2 266 z wagonami na transporterach w Robaczynie
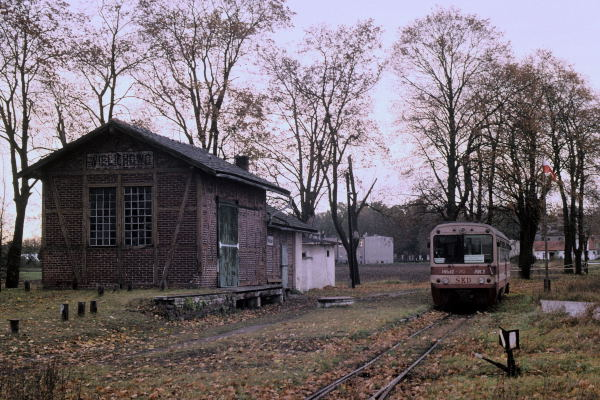
Wagon spalinowy MBxd2 213 w Wielichowie
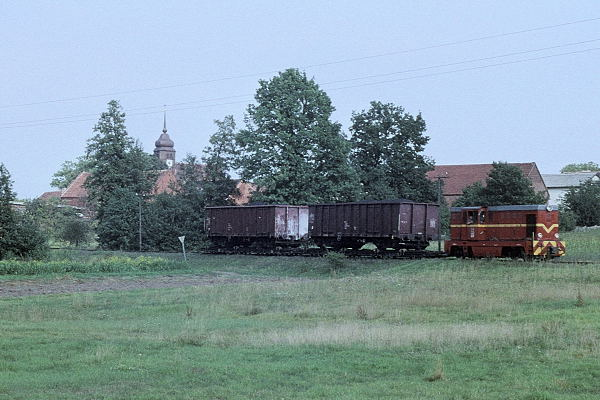
Lxd2 266 z wagonami na transporterach w Starym Bojanowie